# 4502 Elizabethann
A 4502 Elizabethann (ideiglenes jelöléssel 1989 KG) a Naprendszer kisbolygóövében található aszteroida. Henry Holt fedezte fel 1989. május 29-én.